# 维克多·拉登特
维克多·拉登特（英語：Victor Lardent，1905年—1968年）是一名英国设计师，在泰晤士报从事广告设计和起草工作。1932年，他在资深设计师斯坦利·莫里森的指导下为Times New Roman字体设计了草稿。